# Panicum chaseae
Panicum chaseae är en gräsart som beskrevs av Roseng., B.R.Arrill. och Primavera Izaguirre de Artucio. Panicum chaseae ingår i släktet vipphirser, och familjen gräs. Inga underarter finns listade i Catalogue of Life.